# (562) Salome
(562) Salome – planetoida z pasa głównego asteroid okrążająca Słońce w ciągu 5 lat i 92 dni w średniej odległości 3,02 j.a. Została odkryta 3 kwietnia 1905 roku w Landessternwarte Heidelberg-Königstuhl w Heidelbergu przez Maxa Wolfa. Nazwa planetoidy pochodzi od Salome, księżniczki żydowskiej, która za namową swojej matki Herodiady zażądała głowy Jana Chrzciciela. Przed jej nadaniem planetoida nosiła oznaczenie tymczasowe (562) 1905 QH.